# Mae Whitman
Mae Margaret Whitman (Los Angeles, 9 de junho de 1988) é uma atriz, dubladora e cantora norte-americana. Depois de estrear no cinema em When a Man Loves a Woman (1994), teve outros papéis secundários em filmes como One Fine Day (1996), Independence Day (1996) e Hope Floats (1998). Posteriormente, Whitman aventurou-se na televisão, com seus papéis mais notáveis, incluindo Ann Veal na sitcom Arrested Development entre os anos de 2004 e 2006 da Fox e como Amber Holt no drama Parenthood (2010–2015)  da NBC. Ela também interpretou Roxy no filme Scott Pilgrim vs. the World (2010), baseado na série de quadrinhos de Brian Lee O'Maley, e Mary Elizabeth no filme The Perks of Being a Wallflower (2012).
Ela dublou Suzy em Johnny Bravo, Tifanía Potoroo em CTR (Crash Team Racing), Menina de Escola em The Wild Thornberrys Movie, Shanti em The Jungle Book 2, Leslie Dunking, Katara em Avatar: The Last Airbender e Sininho em Tinker Bell. Também fez o papel de Sarah Tuddle em Friends e fez uma participação na série Grey's Anatomy como uma das pacientes na terceira temporada nos episódios 11 e 12. Foi protagonista do filme The Duff, interpretando Bianca Piper.

## Biografia
Whitman nasceu em 9 de junho de 1988 na cidade de Los Angeles, Califórnia, filha única de Pat Musick, uma artista de voz e de Jeffrey Whitman, um gerente e coordenador pessoal de construção de sets. Ela estudou na Academia Ribet, mas foi transferida para a escola secundária Whitefish Bay High School, onde se formou. Whitman tem ascendência inglesa e  alemã.

## Carreira

### 1991-2003: Trabalho como atriz durante a infância
Ela começou sua carreira com uma dublagem de uma galinha em um comercial da Tyson Foods aos três anos de idade. O contrarregra Andrew Magarian ajudou-a a memorizar as falas, já que ainda não sabia ler.
Em 1994, aos seis anos de idade, Whitman estreou no cinema, atuando ao lado de Meg Ryan em When a Man Loves a Woman (1994), sendo a filha caçula de Ryan, Casey Green. Ela ganhou de outras 700 meninas que estavam interessadas no papel. Em 1996, Whitman apareceu em dois filmes: Independence Day como a filha do Presidente; e One Fine Day atuando como filha de George Clooney, Maggie Taylor. No mesmo ano, Whitman fez uma participação no episódio Aquele em que Rachel Pede as Contas da sitcom Friends. Em 1998, ela foi a filha de Sandra Bullock, Bernice Pruitt, no filme Hope Floats.